# Werner Unger
Werner Unger (Strehla, 4 maggio 1931 – 15 marzo 2002) è stato un calciatore tedesco orientale dal 1990 tedesco, di ruolo centrocampista.